# Bolesław Krzemień
Bolesław Krzemień (ur. 1924 w Zadwórzu, zm. 10 grudnia 2010) – polski działacz państwowy i nauczyciel, przewodniczący Prezydium Miejskiej Rady Narodowej w Grudziądzu (1960–1963).

## Życiorys
Absolwent Gimnazjum Humanistycznego we Lwowie i studiów na Wydziale Chemii Uniwersytetu Mikołaja Kopernika w Toruniu (1952). Podjął pracę jako nauczyciel chemii i fizyki, początkowo w Liceum Ogólnokształcącym Żeńskim w Grudziądzu oraz Technikum Chemicznym w Toruniu. Zajmował stanowisko dyrektora Technikum Chemicznego i Elektrycznego w Grudziądzu (1953–1972) i II Liceum Ogólnokształcącego tamże (1972–1976), kierował również Centrum Kształcenia Ustawicznego w Grudziądzu. Wieloletni radny Miejskiej Rady Narodowej w Grudziądzu, pełnił funkcję jej przewodniczącego od 15 lutego 1960 do 14 lipca 1963. Działał w organizacjach społecznych, m.in. jako wiceprezes i honorowy prezes Grudziądzkiego Towarzystwa Kultury, współzałożyciel Towarzystwa Miłośników Lwowa i Kresów Wschodnich, grudziądzkiego oddziału Polskiego Towarzystwa Miłośników Astronomii oraz Związku Kombatantów i Byłych Więźniów Politycznych.
14 grudnia 2010 pochowany na cmentarzu przy parafii pw. Podwyższenia Krzyża Świętego w Grudziądzu.

## Odznaczenia i wyróżnienia
Odznaczony m.in. Krzyżem Kawalerskim Orderu Odrodzenia Polski, Złotym i Srebrnym Krzyżem Zasługi, a także wyróżniony Odznaką „Zasłużony Działacz Kultury” i „Odznaką Weteran Walk o Niepodległość”.